# تيري إيكلس
تيري إيكلس (بالإنجليزية: Terry Eccles)‏ (2 مارس 1952 في المملكة المتحدة - ) هو لاعب كرة قدم بريطاني في مركز الهجوم. لعب مع إثنيكوس وبلاكبيرن روفرز ونادي يورك سيتي وهدرسفيلد تاون ونادي سكاربورو ونادي مانسفيلد تاون.